# بئر الباي
بئر الباي إحدى مدن الجمهورية التونسية، تقع في ولاية بن عروس.